# Corynoptera scebulifera
Corynoptera scebulifera är en tvåvingeart som beskrevs av Lyudmila Komarova 2000. Corynoptera scebulifera ingår i släktet Corynoptera och familjen sorgmyggor. Inga underarter finns listade i Catalogue of Life.